# Alexium International
Alexium International ist ein australisches Chemieunternehmen, das Flammschutzmittel und Silan-Nanopartikel herstellt.
Alexium wurde 2009 gegründet, um die vom US-Verteidigungsministerium entwickelte Reactive Surface Treatment-Technologie zu kommerzialisieren. Sie erlaubt es, die Oberfläche von Nanoteilchen zu modifizieren und funktionelle Gruppen zur Erreichung vielfältiger Eigenschaften hinzuzufügen.
Seit 2011 werden auch Chemikalien zur flammenfesten Ausrüstung von Textilien hergestellt (Alexiflam), was derzeit den größten Teil des Umsatzes ausmacht.